# پدر آسمان

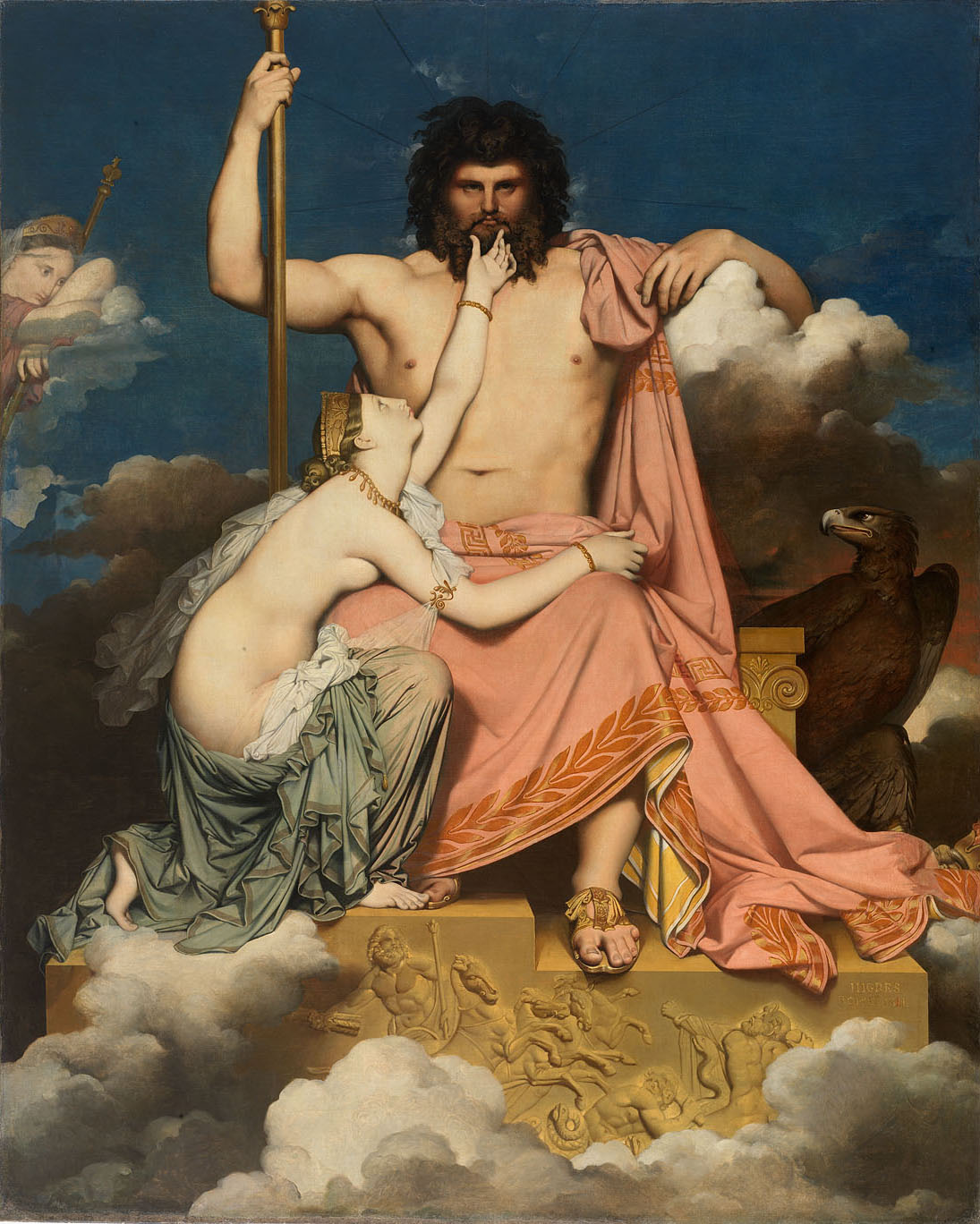
ژوپیتر، خدای آسمان روم باستان، و ثتیس

در اساطیر تطبیقی، پدر آسمان اصطلاحی است برای مفهومی تکرارشونده در مذاهب چند خدایی از یک خدای آسمان که به عنوان «پدر» خطاب می‌شود، اغلب پدر، پدر یک پانتئون است و اغلب یا پادشاه حاکم یا سابق خدایان است. مفهوم «پدر آسمان» همچنین ممکن است شامل خدایان خورشید با ویژگی‌های مشابه، مانند رع باشد. این مفهوم مکمل «مادر زمین» است.
«پدر آسمان» ترجمه مستقیمی از دیوس پیتا ودایی است که از نظر ریشه‌شناسی از همان نام خدای پروتو-هندواروپایی، به مانند زئو پاتر یونانی و ژوپیتر رومی و تیر ژرمنی گرفته شده‌است، که همگی بازتاب‌هایی یکسان از نام خدای پروتو-هندواروپایی، دیوس پتر هستند. در حالی که تشابهات متعددی وجود دارد که از خارج از اساطیر هند و اروپایی آورده شده‌است، استثناهایی نیز وجود دارد (مثلاً در اساطیر مصر، نوت مادر آسمان و گب پدر زمین است).

## در اساطیر تاریخی
- در اساطیر بین‌النهرین، آن یا آنو، (به سومری: AN، "بهشت، آسمان") خدای پدر پانتئون سومری و آشور-بابلی است و همچنین اولین خدای پدر آسمان است.
- اساطیر هندواروپایی
  - در پانتئون اولیه ودایی، دیوس پیتا "پدر آسمان" در حال حاضر در یک موقعیت حاشیه ای ظاهر می‌شود، اما در اسطوره‌های تطبیقی اغلب به گونه ای بازسازی می‌شود که در دوران ماقبل تاریخ در کنار پریتوی ماتا "مادر زمینی" ایستاده‌است.
  - در روم باستان، پدر آسمان، یا خدای آسمان، ژوپیتر (زئوس، Ζεύς، در یونان باستان) بود که اغلب توسط پرندگان، معمولاً عقاب یا شاهین، و ابرها یا سایر پدیده‌های آسمان به تصویر کشیده می‌شد. نام مستعار شامل «خدای آسمان» و «گردآورنده ابرها» بود.
  - اورانوس خدای یونانی اولیه آسمان بود
  - داگر در اساطیر اسکاندیناوی تجسم آسمان روشن روز است.
  - پرون در اساطیر اسلاوی
  - دیپاتوروس در اساطیر ایلیری
  - پرکوناس در اساطیر بالتیک
- اوکو در اساطیر فنلاندی
- در اساطیر مائوری، رنگینویی پدر آسمان بود. در این داستان پدر آسمان و مادر زمین پاپاتوآنوکو، یدیگر را در آغوش گرفتند و صاحب فرزندانی الهی شدند.
- واکیا پدر آسمانی در اساطیر هاوایی است.
- در اساطیر و دین بومیان آمریکا، پدر آسمان یک شخصیت رایج در افسانه‌های خلقت است.[۱]
- در چین، در دین تائوئیسم، 天 (تیان)، به معنای آسمان، با نور، مثبت، مرد و… مرتبط است، در حالی که 地 (دی) به معنای زمین یا سرزمین، با تاریکی، منفی، ماده و… مرتبط است.
  - شانگدی上帝 (پین‌یین: shàng dì) (به معنای "پادشاه بالا") یک خدای عالی بود که در چین باستان پرستش می‌شد. همچنین برای اشاره به خدای مسیحی در نسخه استاندارد اتحادیه چینی کتاب مقدس استفاده می‌شود.
- ژو، تیان ژو 主، 天主 (به معنی "خداوند" یا "خداوند در بهشت") از کلمه انگلیسی "لرد" ترجمه شده‌است که عنوان رسمی خدای مسیحی در کلیساهای مسیحی سرزمین اصلی چین است.
  - تیان 天 (به معنی "آسمان" یا "بهشت") برای اشاره به آسمان و همچنین تجسم آن استفاده می‌شود. این که آیا در تجسم موجودی قادر مطلق و دانای کل دارای احساس است یا خیر، برای زبان شناسان و فیلسوفان سؤال دشواری است.
- تنگری «آسمان»، خدای اصلی دین اولیه قوم ترک و مغول بود.
- در مصر باستان، هوروس فرمانروای آسمان بود. او به عنوان یک انسان‌نمای نر با سر شاهین نشان داده می‌شد. در ادیان باستانی نشان دادن پرندگان به عنوان آسمان، به دلیل توانایی پروازشان غیرمعمول نیست. با این حال، در اساطیر مصر، آسمان به عنوان الهه نوت درک می‌شد.
- در کلمبیای کنونی، مویزکا (اساطیر مویزکا) بوچیکا را به عنوان پدر آسمان می‌پرستید.[۲]
- "Taevaisa" (Taevas = آسمان، isa = پدر) کلمه ای است که پیروان مائوسک (ایمان سرزمین) استونیایی و اعتقادات بومی تارا به خدا اشاره می‌کنند. اگرچه هر دو شاخه از دین اصلی استونیایی - که عمدتاً فقط راه‌های متفاوتی برای نزدیک شدن به چیزی هستند که در اصل یک چیز است، تا حدی که باقی مانده‌است - پانتئیستی هستند، بهشت در سیستم اعتقادی استونیای باستانی پیش از مسیحیت جایگاه مشخص و مهمی دارد. همه چیز برای کسانی که به این سرزمین اعتقاد دارند مقدس است، اما ایده یک پدر آسمانی، در میان دیگر "مقدسات" چیزی است که همه استونیایی‌ها به خوبی از آن آگاه هستند. در تاریخ جدیدتر، پس از ورود مسیحیت، ایده‌های پدر آسمانی و "پدری که در بهشت است" تا حدودی در هم آمیخته شده‌است. به هر حال، عبارت "taevaisa" در استونی رایج است.
- لیبر سانکتی یاکوبی نوشته ایمریک پیکود دانشمند فرانسوی قرن دوازدهم، می‌گوید که باسک‌ها خدا را اورتزی می‌نامیدند، کلمه ای که در ترکیبات برای نام برخی از روزهای هفته و پدیده‌های هواشناسی یافت می‌شود.[۳][۴] کاربرد فعلی "Jaungoikoa" است که می‌تواند به عنوان "ارباب بالاً تعبیر شود.